# Bernhard II van Baden
Bernhard II van Baden (Kasteel Hohenbaden, Baden-Baden, 1428 of 1429 - Moncalieri, 15 juli 1458) was van 1453 tot 1458 markgraaf van Baden-Baden. Hij behoorde tot het huis Baden. In 1769 werd hij door de Rooms-Katholieke Kerk zalig verklaard.

## Levensloop
Bernhard II was de tweede zoon van markgraaf Jacob van Baden en Catharina van Lotharingen, dochter van hertog Karel II van Lotharingen. Hij groeide op in een erg religieuze familie en kreeg een zeer zorgvuldige opvoeding die hem moest voorbereiden op zijn latere rol als heerser. Het was de bedoeling dat hij het gebied rond de steden Pforzheim, Eberstein, Besigheim en vele districten in het noorden van het markgraafschap zou gaan besturen.
Bernhard II was via zijn broer Karel I verbonden met het huis Habsburg. Karel was namelijk gehuwd met Catharina van Oostenrijk, een zus van keizer Frederik III van het Heilige Roomse Rijk. Deze verbintenis gaf Bernhard II toegang tot het keizerlijke hof. Ook vocht hij samen met zijn oom René I van Anjou mee in een gewapend conflict in het noorden van Italië. Volgens geschriften uit die tijd zou Bernhard II zeer dapper gevochten hebben. 
Nadat zijn vader in 1453 overleden was, keerde Bernhard II terug naar Baden. Daar kwam met zijn broer Karel overeen dat hij zijn erfdeel van het markgraafschap Baden-Baden opgaf. In plaats daarvan werd Bernhard ondanks zijn jonge leeftijd de persoonlijke gezant van keizer Frederik III. Bernhard zag als gezant een aantal hemeltergende situaties en probeerde waar hij kon armoede en ellende tegen te gaan. Het grootste deel van zijn fortuin schonk hij ook aan de armen en aan de mensen in nood. Zelfs tijdens zijn leven verbaasde hij zijn tijdsgenoten met zijn ongebruikelijke vroomheid.
Na de Val van Constantinopel voor de Turken in 1453, begon keizer Frederik III onder druk een kruistocht voor te bereiden tegen het uitbreidende Ottomaanse Rijk. Hierbij werd Bernhard II naar verschillende Europese hoven gezonden om dit project te promoten. Tijdens een van deze bezoeken stierf Bernhard II op 15 juli 1458 in Moncalieri in Noord-Italië aan de pest. Het is op deze dag dat Bernhard door heel wat mensen in Noord-Italië vereerd wordt.
Zijn graf in de Sint-Mariakerk van Moncalieri werd al snel een bedevaartsoord voor vrome christenen. Naar verluidt gebeurden er ook miraculeuze genezingen aan zijn graf. Dit was de reden waarom hij in 1769 zalig werd verklaard. Het was ter gelegenheid hiervan dat markgraaf August George Simpert van Baden-Baden in Rastatt de Bernhardusfontein liet bouwen. Naar verluidt was het echter te duur om hem heilig te verklaren. 
Na zijn zaligverklaring koos het katholieke markgraafschap Baden-Baden hem als patroonheilige en deze gebeurtenis werd op 24 juli 1770 gevierd. Ook wordt hij tot op de dag van vandaag als patroonheilige van het aartsbisdom Freiburg vereerd omdat er daar een mirakel toegeschreven aan Bernhard zou hebben plaatsgevonden. Zijn naamdag valt op 15 juli, zijn sterfdatum. 
Zijn achternicht Sybilla van Baden, die gehuwd was met graaf Filips III van Hanau-Lichtenberg, richtte dan weer een hoogaltaar op ter ere van hem in de Sint-Nicolaaskerk van Babenhausen, waar Bernhard op zijn linkerkant afgebeeld staat. 
Zijn heiligverklaring wordt nog steeds betwist. Op 16 mei 2011 deed aartsbisschop Robert Zollitsch van Freiburg een publiek verzoek om dit te doen in de officiële krant van het aartsbisdom. Op 17 juni 2011 werden de openbare discussies hierover opgestart. Op 8 november 2017 gaf paus Franciscus de Dicasterie voor de Heiligverklaringen toestemming om een decreet uit te vaardigen waarin de heroïsche deugden van Bernhard werd erkend.